# Paul Albrecht (Mediziner)

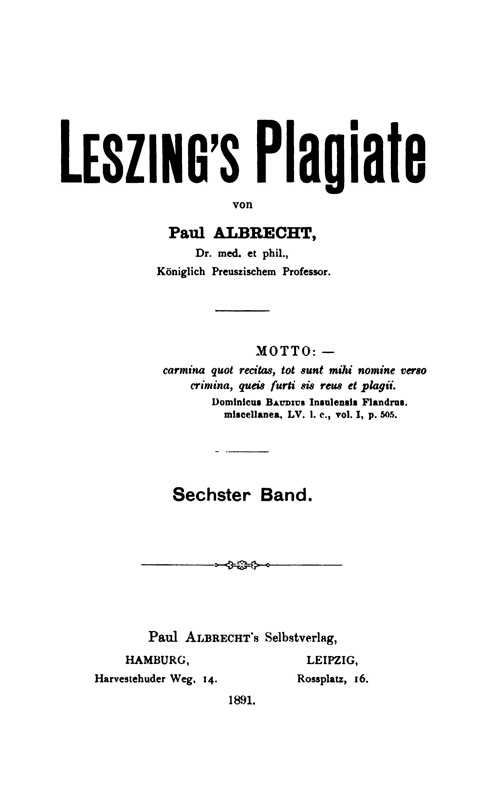
„Leszing’s Plagiate“, Titelseite von Band 6 (1891)

Karl Martin Paul Albrecht (* 6. März 1851 in Hamburg; † 15. September 1894 ebenda) war ein deutscher Mediziner und Philologe. Sein unvollendet gebliebenes Werk „Leszing’s Plagiate“ gilt als Beispiel philologischer Exzentrik.

## Werdegang
Bis zum Ende seines 14. Lebensjahres besuchte Albrecht eine hamburgische Privatschule. Nach drei Jahren als Kaufmann in Manchester kehrte er nach Hamburg zurück und besuchte bis Ostern 1871 die Gelehrtenschule des Johanneums. Es folgte ein Medizinstudium in Jena, Berlin, Wien und Kiel. 1875 wurde er zum Dr. med. und 1876 zum Dr. phil. promoviert. Ab 1874 war er chirurgischer Assistent und bis 1877 Privatdozent der Anatomie in Kiel. Danach ging er als Prosektor und Privatdozent nach Königsberg. Dort wurde er 1882 Corpsschleifenträger der Hansea Königsberg. 1884 wurde er in die Deutsche Akademie der Naturforscher Leopoldina gewählt.  Nachdem er das Prädikat Professor erhalten hatte, gab er seine Stellung auf. Er zog als Privatgelehrter nach Brüssel und kurz darauf wieder in seine Heimatstadt. Geistig umnachtet, unternahm er einen Suizidversuch, dem er am 15. September 1894 erlag.
Albrecht veröffentlichte an die 200 medizinische Publikationen (Anatomie, vergleichende Anatomie, Embryologie, Chirurgie). In seinen letzten Lebensjahren beschäftigte er sich mit nichtmedizinischen Arbeiten. Berüchtigt ist sein auf mehrere Bände angelegtes, aber unvollendet gebliebenes Werk Leszing’s Plagiate. Die sechs fertiggestellten Bände erschienen 1890 und 1891 im Selbstverlag und werden von der Forschung als aus dem Ruder gelaufene Exzentrik gewertet:

„Wundersam ist ferner jener Paul Albrecht: „Das Lebenselement Lessing’s ist eben – und dies ist bis jetzt nicht erkannt worden – der literarische Diebstahl“; nicht weniger als 1277 Plagiate wies Albrecht nach, nicht einmal im Gesamtwerk, sondern, wie Hans Peter Woes[s]ner amüsant berichtet, nur in einem Teil desselben, weil er über der Drucklegung seiner Detektivstory, einer Arbeit, die ihn völlig verzehrt haben muss, verstarb.“

## Werke
- Beiträge zur Torsionstheorie des Humerus und zur morphologischen Stellung der Patella in der Reihe der Wirbelthiere. Diss. med. Kiel 1875.
- Beitrag zur Morphologie des M. omo-hyoides und der ventralen inneren Interbranchialmusculatur in der Reihe der Wirbelthiere. Diss. phil. Kiel 1876.
- Leszing’s Plagiate. 6 Bände. Hamburg; Leipzig: Paul Albrecht’s Selbstverlag 1890/91.